# Datorspelstidning
Datorspelstidning är en typ av speltidning vars huvudinriktning är dator- och TV-spel och ämnen som är relaterade till dem. Vanliga artikeltyper i speltidningar är recensioner, nyheter, förhandstittar (av kommande spel) och krönikor. Inslag av serietidning kan också förekomma, som Nintendo Power i USA och gamla Nintendo-Magasinet i Sverige (1990-1994), men då främst med dator- och TV-spelsbaserade serier.

## Speltidningar
- PC Gamer, multinationell
- Gamereactor, multinationell
- Super PLAY, Sverige
- Level, Sverige
- Game Informer, Nordamerika
- Edge, Storbritannien
- Famitsu, Japan